# زیور محمدوا
زیور نجفقلو محمدوا (ترکی آذربایجانی: Zivər Nəcəfqulu qızı Məmmədova) ، در ماه ۱۴ ژوئن سال ۱۹۰۲ میلادی به دنیا آمده و در ۲۲ آوریل سال ۱۹۸۰ میلادی درگذشته است. وی اولین زن مجسمه‌ساز آذربایجانی و مادر «توکای محمدف»، مجسمه‌ساز پرآوازه آذربایجانی می‌باشد.

## زندگی
زیور محمدوا، اولین زن مجسمه‌ساز مشرق زمین در ماه ۱۴ ژوئن سال ۱۹۰۲، در خانوادهٔ «نجف‌قلی تقی‌اف» در شهر باکو چشم به این دنیا گشوده‌است. وی دورهٔ دبیرستانی را در سن ۷ سالگی در دبیرستان دخترانه «نینای مقدس» آغاز نموده‌است. زیور همزمان با اینکه اولین زن مجسمه‌ساز در شرق بود، همچنین در ویولن زدن نیز مهارت خوبی داشت. به همین دلیل «عزیر حاجی‌بیگف» ویولن محبوب خود را به وی هدیه داده بود. خانم زیور در سال ۱۹۲۴ میلادی از مدرسهٔ عالی نقاشی باکو فارغ‌التحصیل شده‌است.
وی برای مدتی در کارگاه‌های «س.د. ارزیفا» و «پ.و. سابسای» کار کرده‌است. وی به‌عنوان طراح پرتره شناخته شده و گالری سرشاری آفریده‌است. این زن مجسمه‌ساز نامور آذربایجانی در سال‌های دانشجویی‌اش تندیس «حسینقلی سارابسکی» را ساخته بود. سپس آثار «مهستی گنجوی» و «نظامی گنجوی» را تصویرگری نموده بود. از جمله آثار خوب وی می‌توان به تندیس‌های «عظیم عظیمزاده»، «حسینقلی سارابسکی»، «عُزیر حاجی‌بیگف»، «مشهدی عزیزبیگف»، قهرمان اتحاد جماهیر سوسیالیستی شوروی «ای. سلیمانف»، «بستی باقراوا» و غیره… که در طول سال‌های ۱۹۳۰ الی ۱۹۴۰ ساخته شده و نیز به مجسمه گجی «عزیر حاجی‌بیگف» (سال ۱۹۵۰) اشاره کرد.
تندیس‌های «لیلا محمدبیگوا» که یکی از اولین زن‌های خلبان آذربایجانی بود، و «بستی باقراوا»، زن پنبه‌کار از الگوهای زیبای روزگار وی به‌شمار می‌روند.
وی آثار پلاستیکی و نمونه‌های کاربردی هنری (کاسه، خاکستردان و غیره…) نیز خلق کرده‌است. این هنرمند چند بار مجسمه‌ها و تندیس‌های «عُزیر حاجی‌بیگف» را ساخته‌است. خانم زیور که مخاطب سخنرانی‌های «عزیر حاجی‌بیگف» بوده، در ارکستر سمفونیک دولتی ایجاد شده از سوی وی ویولن زده و در نخستین نمایش اپورتای «آرشین مال آلان» از نوازندگان اصلی بوده‌است.
زیور محمدوا مجسمه «عظیم عظیم‌زاده»، معلم محبوب خود را نیز خلق کرده‌است که، اکنون همان مجسمه بر روی قبر وی در باغ مشاهیر نصب شده‌است. زیور محمدوا یکی از پایه‌گذاران هنر مجسمه‌سازی ملی آذربایجان به حساب می‌آید. وی برای ساختن تصاویر هنری افرادی که در پیشرفت موسیقی، ادبیات و فرهنگ آذربایجان نقش مهمی داشته‌اند، از هیچ کوششی دریغ ننموده‌است.

## زندگی شخصی
وی در سال ۱۹۲۴ میلادی با «حبیب محمدف» ازدواج کرده و حاصل این ازدواج دو فرزند به نام‌های «گلبنیز» و «توکای» شده‌است. «توکای» در آینده یکی از مجسمه‌سازان بنام آذربایجانی شد.
زیور محمدوا ۲۲ آوریل سال ۱۹۸۰ میلادی در شهر باکو درگذشت.